# Ручейки (Калининградская область)
Ручейки (до 1938 — Эжергаллен (нем. Eszergallen), до 1946 — Тифенорт (нем. Tiefenort)) — посёлок в Озёрском городском округе, до 2014 года входил в состав Гавриловского сельского поселения.

## История
В 1936 году Эжергаллен был переименован в Эшергаллен, в 1938 году - в Тифенорт, в 1946 году - в поселок Ручейки.

## Население
| 1910 | 1933 | 1939 | 2002 | 2010 |
| ---- | ---- | ---- | ---- | ---- |
| 208  | ↗216 | ↘203 | ↘23  | ↗26  |